# Григорій (Яцковський)
Григорій (Гавриїл Улянович Яцьковський; 13 (25) липня 1866, село Пільний Мукарів, Ушицький повіт, Подільська губернія — 26 квітня 1932, Свердловськ) — російський релігійний діяч, богослов, випускник Київської духовної академії. У часи більшовизму — лідер консервативного єпископату РПЦ. У 1925—1928 рр. — голова Тимчасової вищої церковної ради, до 1925 р. — єпископ Російської православної церкви, архієпископ Єкатеринбурзький та Ірбітський; згодом — митрополит Свердловський та Уральський Тимчасової вищої церковної ради (ТВЦР).
Жертва сталінського терору.

## Життєпис
Народився у селянській родині. Закінчив Подільську духовну семінарію, був паламарем та вчителем церковноприходських шкіл у селі Остапківці Брацлавського повіту.
У травні 1888 — прийнятий послушником до Києво-Печерської лаври.
4 серпня 1890 року пострижений в чернецтво, у тому ж році поступив до Київської духовної академії і 9 вересня рукоположений  на ієродиякона. 1894 року закінчив академію зі ступенем кандидата богослов'я. 28 липня рукоположений в ієромонаха.
Направлений учителем Олександрівського Осетинського училища.
Від 1895 р. — викладач Томської духовної семінарії. 1896 — інспектор Іркутської духовної семінарії. 1897 р. — ректор Томської духовної семінарії, у сані архімандрита. 1901 р. — ректор Рязанської духовної семінарії.
21 листопада 1908 р. — хіротонія на єпископа Козловського, вікарія Тамбовської єпархії.
13 грудня 1912 р. — єпископ Бакинський, вікарій Грузинської єпархії. 13 листопада 1917 р. — єпископ Єлисаветпольський, вікарій Тифліської єпархії. Серпень-листопад 1917 р. — взяв участь у роботі помісного собору російської церкви, у числі 15 кандидатів висувався на посаду голови.
17 листопада 1917 р. призначений єпископом Єкатеринбурзьким та Ірбітським, прибув на кафедру на початку 1918 р. Після входу до Єкатеринбурга білогвардійських військ (кін. червня 1918 р.) благословив улаштовувати вечори скорботи за вбитими священнослужителями (на деяких був присутній особисто), зібрані пожертви передавав їхнім родинам.
16 лютого 1919 р. зустрічав у кафедральному соборі О. В. Колчака.
1922 року зведений у сан архієпископа.
12 серпня 1922 року заарештований за звинуваченням в «антирадянській діяльності», а також у підтримці «контрреволюційного заколоту». У травні 1921 року звинувачений у спротиві вилученню церковних цінностей. Винним себе не визнав. 23 січня 1923 року був засуджений до 5 років позбавлення волі із суворою ізоляцією. Відбував покарання в єкатеринбурзькій, з 12 травня 1923 року — у владимирській тюрмах.
21 липня 1925 року звільнений під умовний строк.
Після арешту митрополита Петра і вступу в управління церквою заступника патріаршого місцеблюстителя митрополита Сергія (Страгородського) 22 грудня 1925 р. у московському Донському монастирі відбулася нарада 10 архієреїв, яку нібито інспірували чекісти ОДПУ для нового розколу РПЦ. Створено Тимчасову вищу церковну раду.
З'ясувавши, що канонічні основи для організації ТВЦР відсутні, і що її створено з порушеннями низки церковних правил, після обговорення ситуації з прибулими до Нижнього Новгорода архієреями, митрополит Сергій 29 січня 1926 року наклав на Григорія та всіх архієреїв, що взяли участь в організації ТВЦР, заборону у священнослужінні та відсторонив їх від керування єпархіями.
15 листопада 1926 року на григоріанському передсоборному засіданні зведений у сан митрополита Свердловського та Уральського ТВЦР.
21 січня 1927 року архієпископ Григорій у свердловській тюрмі розмовляв із патріаршим місцеблюстителем митрополитом Петром Полянським, який повідомив йому, що він, митрополит Григорій, знаходиться під забороною і попередив, що здійснювана ним і його прибічниками «смута» не може бути терпима церквою. Однак митрополит Григорій залишався на обраному шляху.
1928 року за станом здоров'я передав пост голови ТВЦР архієпископу Віссаріону (Зоріну) та пішов до григоріанської Свердловської єпархії, яку очолював до смерті. На правах єпархіального архієрея служив у кафедральному Олександро-Невському соборі Свердловська, а після його закриття — у цвинтарному Йоано-Предтеченському храмі.
Помер 26 квітня 1932 року в Свердловську (тепер Єкатеринбург). Похований із правого боку Йоано-Предтеченському храму.